# Хехт, Дюваль
Дюваль Янг Хехт (англ. Duvall Young Hecht; 23 апреля 1930, Лос-Анджелес, Калифорния — 10 февраля 2022, Коста-Меса, Калифорния) — американский гребец, выступавший за сборную США по академической гребле в 1950-х годах. Чемпион летних Олимпийских игр в Мельбурне, победитель и призёр регат национального значения. Также известен как тренер по гребле.

## Биография
Дюваль Хехт родился 23 апреля 1930 года в Лос-Анджелесе, Калифорния.
Занимался академической греблей во время учёбы в Стэнфордском университете, состоял в местной гребной команде «Стэнфорд Кардинал», неоднократно принимал участие в различных студенческих регатах. Окончив университет в 1952 году, пошёл служить в Военно-морские силы США, был военным лётчиком, при этом продолжал активно заниматься греблей.
В 1952 году впервые вошёл в основной состав американской национальной сборной и благодаря череде удачных выступлений удостоился права защищать честь страны на летних Олимпийских играх в Хельсинки. Стартовал здесь в зачёте распашных рулевых двоек совместно с напарником Джеймсом Файфером и рулевым Джеймсом Беггсом, однако попасть в число призёров не смог — остановился на стадии полуфиналов.
Наивысшего успеха в гребле на взрослом международном уровне добился в сезоне 1956 года, когда вместе с Файфером перешёл в безрульные двойки и одержал победу на олимпийской отборочной регате, обогнав олимпийских чемпионов в данной дисциплине Чака Прайса и Чарльза Логга — таким образом прошёл отбор на Олимпийские игры в Мельбурне. На сей раз они с Файфером обошли всех своих соперников во всех заездах, в том числе в финале более чем на восемь секунд опередили ближайших преследователей из Советского Союза, и тем самым завоевали золотые олимпийские медали.
После мельбурнской Олимпиады Хехт продолжил обучение в Стэнфордском университете и в 1960 году получил здесь степень магистра искусств в области журналистики. Впоследствии работал учителем английского языка в Menlo College в Атертоне, был зачинателем и тренером местного гребного клуба.
В 1965 году основал и возглавил гребную команду Калифорнийского университета в Ирвайне, позже тренировал гребцов Калифорнийского университета в Лос-Анджелесе.
В 1975 году основал компанию Books on Tape, занимавшуюся производством аудиокниг. В конечном счёте компания была поглощена крупным издателем Random House.
В поздние годы Дюваль Хехт ещё несколько раз возвращался к тренерской деятельности, участвовал в тренерской работе в Калифорнийских университетов в Ирвайне и Лос-Анджелесе.